# Komuna e Shëngjergjit
Komuna e Shëngjergjit är en kommun i Albanien.   Den ligger i prefekturen Qarku i Tiranës, i den centrala delen av landet, 23 km öster om huvudstaden Tirana.
Trakten runt Komuna e Shëngjergjit består till största delen av jordbruksmark.  Runt Komuna e Shëngjergjit är det ganska tätbefolkat, med 192 invånare per kvadratkilometer.